# Ceratosebacina
Ceratosebacina és un gènere de fongs de l'ordre dels auricularials (Auriculariales). El gènere inclou tres espècies descrites a Europa i va se circumscrit el 1993.